# Wereldkampioenschappen veldlopen 1976
De 4e IAAF wereldkampioenschappen veldlopen vonden plaats op 28 februari 1976 op de Chepstow Racecourse in Chepstow, Wales, Verenigd Koninkrijk.

## Uitslagen

### Mannen senioren
| Plaats | Atleet             | Land             | Tijd (min.s) |
| ------ | ------------------ | ---------------- | ------------ |
| Goud   | Carlos Lopes       | Portugal         | 34.47        |
| Zilver | Tony Simmons       | Engeland         | 35.04        |
| Brons  | Bernie Ford        | Engeland         | 35.07        |
| 4      | Karel Lismont      | België           | 35.08        |
| 5      | Detlef Uhlemann    | West-Duitsland   | 35.09        |
| 6      | Enn Sellik         | Sovjet-Unie      | 35.17        |
| 7      | Gary Tuttle        | Verenigde Staten | 35.19        |
| 8      | Franco Fava        | Italië           | 35.21        |
| 9      | Jacques Boxberger  | Frankrijk        | 35.24        |
| 10     | Tapio Kantanen     | Finland          | 35.28        |
| ..     |                    |                  |              |
| 13     | Gaston Roelants    | België           | 35.30        |
| 17     | Rik Schoofs        | België           | 35.41        |
| 19     | Eddy Rombaux       | België           | 35.43        |
| 27     | Willy Polleunis    | België           | 35.57        |
| 38     | Robert Lismont     | België           | 36.07        |
| 49     | Erik De Beck       | België           | 36.19        |
| 65     | Gilbert Maesschalk | België           | 36.45        |
| 97     | Eddy Van Mullem    | België           | 37.12        |

| Plaats | Land                                                                                                  | Punten                           |
| ------ | --- | -------------------------------- |
| Goud   | Engeland Tony Simmons Bernie Ford David Slater Grenville Tuck David Black Mike Tagg                   | 2 + 3 + 15 + 16 + 26 + 28 = 90   |
| Zilver | België Karel Lismont Gaston Roelants Rik Schoofs Eddy Rombaux Willy Polleunis Robert Lismont          | 4 + 13 + 17 + 19 + 27 + 38 = 118 |
| Brons  | Frankrijk Jacques Boxberger Lucien Rault Jean-Paul Gomez Jean-Luc Paugam Dominique Coux Alex Gonzalez | 9 + 18 + 25 + 32 + 46 + 57 = 187 |

### Mannen junioren
| Plaats | Atleet            | Land             | Tijd (min.s) |
| ------ | ----------------- | ---------------- | ------------ |
| Goud   | Eric Hulst        | Verenigde Staten | 23.53        |
| Zilver | Thom Hunt         | Verenigde Staten | 24.06,8      |
| Brons  | Nat Muir          | Schotland        | 24.17        |
| 4      | Thierry Watrice   | Frankrijk        | 24.23        |
| 5      | Alberto Salazar   | Verenigde Staten | 24.36        |
| 6      | Yahia Hadka       | Marokko          | 24.38        |
| 7      | Nick Lees         | Engeland         | 24.42        |
| 8      | Don Moses         | Verenigde Staten | 24.43        |
| 9      | Santiago Llorente | Spanje           | 24.45        |
| 10     | Harry Servranckx  | België           | 24.46        |
| ..     |                   |                  |              |
| 29     | Dirk Vanderherten | België           | 25.12        |
| 38     | François Willems  | België           | 25:33        |
| 48     | Alain De Boeck    | België           | 25.56        |
| 66     | Elie Aubertin     | België           | (*)          |
| 77     | Willy Max         | België           | (*)          |

(*) geen tijden beschikbaar in de uitslag.
| Plaats | Land                                                            | Punten                |
| ------ | --------------------------------------------------------------- | --------------------- |
| Goud   | Verenigde Staten Eric Hulst Thom Hunt Alberto Salazar Don Moses | 1 + 2 + 5 + 8 = 16    |
| Zilver | Spanje Santiago Llorente Rafael Nunez Antonio Prieto            | 9 + 12 + 15 + 24 = 60 |
| Brons  | Engeland Nick Lees Jeremy Lothian Nigel Field Nick Brawn        | 7 + 26 + 27 + 31 = 91 |

### Vrouwen senioren
| Plaats | Atleet              | Land             | Tijd (min.s) |
| ------ | ------------------- | ---------------- | ------------ |
| Goud   | Carmen Valero       | Spanje           | 16.19        |
| Zilver | Tatjana Kazankina   | Sovjet-Unie      | 16.39        |
| Brons  | Gabriella Dorio     | Italië           | 16.56        |
| 4      | Ann Yeoman          | Engeland         | 16.57        |
| 5      | Renata Pentlinowska | Polen            | 17.00        |
| 6      | Joëlle De Brouwer   | Frankrijk        | 17.01        |
| 7      | Lynn Bjorklund      | Verenigde Staten | 17.02        |
| 8      | Giana Romanova      | Sovjet-Unie      | 17.03        |
| 9      | Mary Stewart        | Schotland        | 17.04        |
| 10     | Margherita Gargano  | Italië           | 17.05        |
| ..     |                     |                  |              |
| 13     | Viviane Van Emelen  | België           | 17.09        |
| 18     | Nadine Claes        | België           | 17.20        |
| 39     | Marleen Mols        | België           | 17.47        |
| 50     | Magda Ilands        | België           | 18.15        |
| 63     | Bernadette Van Roy  | België           | 19.12        |
| 64     | Maria Steels        | België           | 19.12        |

| Plaats | Land                                                                          | Punten                |
| ------ | ----------------------------------------------------------------------------- | --------------------- |
| Goud   | Sovjet-Unie Tatjana Kazankina Giana Romanova Tatyana Galstyan Raisa Katyukova | 2 + 8 + 11 + 12 = 33  |
| Zilver | Italië Gabriella Dorio Margherita Gargano Silvana Cruciata Cristina Tomasini  | 3 + 10 + 15 + 31 = 59 |
| Brons  | Verenigde Staten Lynn Bjorklund Doris Heritage Debbie Quatier Judy Graham     | 7 + 17 + 19 + 21 = 64 |

## Deelnemers
In totaal hadden zich 306 atleten uit 21 landen aangemeld.
- Algerije (14)
- België (21)
- Brazilië (5)
- Canada (6)
- Engeland (21)
- Finland (18)
- Frankrijk (21)
- Ierland (19)
- Italië (19)
- Marokko (15)
- Noord-Ierland (10)
- Polen (6)
- Portugal (8)
- Schotland (20)
- Sovjet-Unie (11)
- Spanje (20)
- Zweden (7)
- Tunesië (9)
- Verenigde Staten (21)
- Wales (21)
- Bondsrepubliek Duitsland (14)

1973 · 
1974 · 
1975 · 
1976 · 
1977 · 
1978 · 
1979 · 
1980 · 
1981 · 
1982 · 
1983 · 
1984 · 
1985 · 
1986 · 
1987 · 
1988 · 
1989 · 
1990 · 
1991 · 
1992 · 
1993 · 
1994 · 
1995 · 
1996 · 
1997 · 
1998 · 
1999 · 
2000 · 
2001 · 
2002 · 
2003 · 
2004 · 
2005 · 
2006 · 
2007 · 
2008 · 
2009 · 
2010 · 
2011 · 
2013 · 
2015 · 
2017 · 
2019 · 
2023 · 
2024